# 튀르키스탄 자치령
튀르키스탄 자치령은 자디드 운동과 까딤파(정통 샤리아 율법주의자)들에 의해 건국된 미승인국이었다.

## 역사
러시아 내전에 건국되었지만 소비에트에 의해 저지되었다.

## 같이 보기
- 알라시 자치국
- 코칸트 칸국